# LAX／地鐵交通中心
洛杉矶国际机场/地铁交通中心站前称东侧多式联运设施（East ITF）和航空/96街站，是位于加利福尼亚州洛杉矶威斯徹斯特航空大道和96街附近的洛杉磯都市鐵路轻轨车站和交通枢纽，有洛杉矶轻轨C线和K线列车停靠，以及联络洛杉矶国际机场各航站楼的APM列车；此外，车站将接驳洛杉矶城市巴士和其他市营巴士路线，并设有一个洛杉磯都會共享單車租还枢纽。
洛杉磯軌道交通服务计划将于2025年6月6日通车，APM则将于2026年年初通车。